# El Eulma
Ne doit pas être confondu avec Eulma ou St-Arnaud.
El Eulma_ⵍⵄⴰⵍⵎⴰ est une commune de la wilaya de Sétif, située à 26 km à l'est de Sétif et à 97 km à l'ouest de Constantine, en Algérie. La ville d'El Eulma est la deuxième agglomération de la wilaya de Sétif par sa superficie et sa population.

## Géographie

### Localisation
La commune d'El Eulma est située dans les hauts plateaux sétifiens, sur la route nationale no 5, qui relie Sétif à Constantine.
|             | Guelta Zerka |                    |
| Ouled Sabor | El Eulma     | Belaa, Bir El Arch |
|             | Bazer Sakhra |                    |

### Localités de la commune
En 1984, la commune d'El Eulma est constituée des localités suivantes

## Histoire
La ville d'El-Eulma se situe non loin, à environ 6 km, du site archéologique de Ain Haneche considéré comme un des plus anciens sites archéologiques du monde daté par paléomagnétisme à 1 800 000 année. C'est aussi dans cette région que se trouve le site archéologique de Tarlist, où ont été retrouvés une basilique et un reliquaire du VIe siècle.

### Antiquité
Durant l’Antiquité, la région d’El-Eulma était reliée à la Numidie avec pour chef-lieu les ruines antiques de Djemila (à 30 km d'El-Eulma) contrairement à la ville voisine de Sétif (à 27 km à l’Ouest de Sétif) qui appartenait alors à la Maurétanie (Césarienne puis Sétifienne à la suite de la réforme du IIIe siècle de Dioclétien).
L’oued El-Deheb (littéralement: la rivière d’or) était à cette époque la frontière entre la Numidie et la Maurétanie. Par la suite en l’an 42, à la suite de la révolte d’Aedemon, l’empereur romain Claude annexe la Maurétanie dont le trône était alors vacant unifiant l’Afrique du Nord sous l’égide de l’empire romain.

### Époque musulmane
Au VIIIe siècle, le général arabe Okba Ibn Nafi' Al Fihri installe un poste de ravitaillement militaire et un centre de soins non loin de la montagne Bram (dont le nom dérive de l'arabe Brao signifiant "ils sont guéris") dans la région d’El-Eulma avec l’aide des habitants locaux. Les traditions locales rapportent que les habitants locaux se sont engagés en grand nombre sous les étendards de l’armée de Okba Ibn Nafi'.
C'est à cette époque que la région prend le nom d'El-Eulma qui viendrait selon une hypothèse du fait qu’à 2 km au nord de la ville se situe le Djoumaa El Ouléma (littéralement: le mausolée des savants religieux).
À 40 km au nord d'El Eulma, à Beni Aziz se trouvent les ruines d'Ikdjane où serait née la dynastie des Fatimides. Le quatrième calife fatimide, Al-Muizz li-Dîn Allah, est par ailleurs né dans la région d’El-Eulma (absence source sure).

### Époque ottomane
En 1541, le Bey de l’Ouest de la Régence d’Alger convoque à Constantine, alors capitale du Beylikat, l’émir Ali Abu Akkaz Ibn Sakhri et l’investit du titre de Cheikh El Arab. En 1550, le Bey d’Alger Hassan Pacha manda le nouveau Cheikh El Arab d’El Eulma d’escorter l’armée d’Alger lors des expéditions sahariennes de Biskra, Ourgla et Touggourt de 1552.

Le Cheikh El Arab Ali Abu Akkaz Ibn Sakhri meurt en 1581 et est enterré dans le cimetière de Sidi El Messaoud dans l’actuelle ville d’El-Eulma.

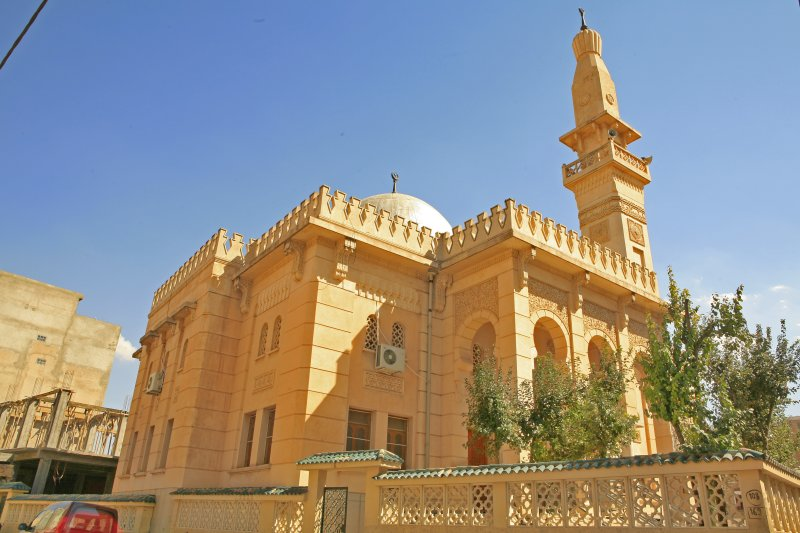
Mosquée Massoud Zeggar, El-Eulma

En octobre 1700, le Bey Mourad Bou-Bala de Tunisie déclare la guerre à la Régence d'Alger qui à la tête de son armée part faire le siège de Constantine et massacre les prisonniers algériens capturés. Le 3 octobre 1700 se déroule la bataille de Djouamaa El Eulma qui oppose l’armée de la Régence d'Alger et l’armée du Bey de Tunis qui sera vaincu et contraint à la fuite,.

### Époque française
Durant l'ère française, à partir de 1862, El Eulma fut renommée Saint-Arnaud (en référence au général français éponyme) jusqu'à l'indépendance en 1962 où la ville récupère son ancien nom. Lors du soulèvement algérien de 1870, El-Eulma fut le théâtre de nombreuses batailles entre les insurgés algériens et l'armée française.
Depuis les années 1990, la ville a vu sa population augmenter à la suite de l'exode rural. Dans les années 1970, le gouvernement algérien installe dans la région deux importantes usines de fabrication d’appareils de mesure et contrôle divers (dont notamment des appareils de soudure).

## Économie
La ville d'El Eulma représente le second pôle économique de la wilaya. Jadis, la région d’El Eulma était essentiellement agricole (blé, ovins, bovins, etc). Elle est connue dans les milieux agricoles par l’excellente qualité de son blé et par le plus grand et important souk de bétail dans l’est du pays.
Aujourd’hui, la ville, en gardant toutefois son cachet agricole, se tourne vers des activités des secteurs secondaires et tertiaires.
Le paysage industriel est assez diversifié dans la région, on y trouve des industries de fabrication de compteurs de toute sorte, de fil de fer, de baguettes de soudure, etc.
Après l’abandon par l’État algérien du monopole des importations dans les années 1990, cela va entraîner la création de nombreux centres commerciaux que cinq wilayas se partagent le monopole (dont trois dans l’Est algérien) à eux seuls ils représentent 70% des produits importés en Algérie. La ville d’El-Eulma concentre près de 6 % des importations avec plus de 3500 commerces de gros et semi-gros, bien que rien ne prédisposât cette localité périphérique à jouer un tel rôle (bien que la ville fût auparavant célèbre pour son marché de bestiaux, considéré comme l’un des plus importants, dans les années 1970. Grâce à son activité commerciale florissante, El Eulma est devenue incontournable, son marché a acquis une grande réputation à l’intérieur et à l’extérieur du pays. La ville est en train d'étudier un projet commercial international avec les pays du Golfe persique, dont le montant est estimé à 65 millions de dollars.[source insuffisante]

## Sports
Le MC El Eulma, club de football local, évolue en 1re division algérienne ; pour les rencontres à domicile, il joue au stade Messaoud-Zeghar.

## Cinéma
Le film français Mon colonel réalisé en 2006 par Laurent Herbiet, se déroule en 1957, durant la guerre d'Algérie à El Eulma, Saint-Arnaud à cette époque.